# Gentiana franchetiana
Gentiana franchetiana är en gentianaväxtart som beskrevs av Kusn.. Gentiana franchetiana ingår i släktet gentianor, och familjen gentianaväxter. Inga underarter finns listade i Catalogue of Life.